# الأمل (مجلة)
الأمل هي مجلة ليبية نصف شهرية، تصدرها المؤسسة العامة للصحافة، صدرت لأول مرة في فبراير 1975م، تحت شعار «مجلة مصورة للأطفال».

## فريق المجلة
رئيس التحرير: خديجة الجهمي، الإخراج: زينب الغزاني

### أبرز الكتب
نزمت الكريتلي، عزيزة الشيباني، حسن البنا، فرج الشرقاوي، وآخرون.

### الرسامون
محمود رضا ، محمد العارف عبية ، علي الجندي، شوقي متولي، سعاد، مصطفى بط، يوسف أحمد. موسي ابو سبيحة

## الأبواب
تنشر المجلة قصص الكرتون حيث تبلغ صفحات الكرتون 11 صفحة من بين 36 صفحة بين أبيض وأسود وملون، وأغلب هذا الكرتون عبارة عن قصص مسلسلة للكثير من الحلقات، مثل برتو لدو وهي قصص مترجمة والبطل الصغير وطارق بن زياد وجحا
تعتمد المجلة على مساهمات الأصدقاء في أكثر من 6 صفحات، والملاحظ أن هناك مساهمات في تحرير مواد العدد من خارج ليبيا، المساهمات هنا إما في هل تعلم أو فكاهة أو أهلاً ومرحباً، أو تعارف ومراسلة، كما تنشر صور الأصدقاء، السن الموجه إليه المجلة يتراوح بين السادسة والسادسة عشر، تنشر المجلة قصصاً قصيرة نثرية، باب النادري ينشر أيضاً صور القراء ومساهمات أخرى، أما باب  علم ورياضة فيهتم بالفن التشكيلي وأيضاً بالمساهمات، كما أن صور القراء تتوزع بين أكثر من صفحة، تخلو المجلة من المسابقات وتعتمد على الإعلانات، فهناك إعلان عن ألبان الأطفال تباع النسخة في عام 1976 بخمسين درهماً.
- العقل السليم في الجسم السليم
- بريد الأمل
- ضيوفنا الصغار
- النادي
- علم رياضة الطرائف

## معرض صور